# Керр, Стив
Стивен Дуглас «Стив» Керр (англ. Stephen Douglas "Steve" Kerr, родился 27 сентября 1965 года в Бейруте, Ливан) — бывший американский профессиональный баскетболист, в настоящее время работающий главным тренером клуба Национальной баскетбольной ассоциации «Голден Стэйт Уорриорз». С 2007 по 2010 год являлся генеральным менеджером клуба «Финикс Санз». Сын востоковеда Малкольма Керра (1931—1984).

## Ранние годы
Керр родился в Бейруте, Ливан, в семье Малкольма Х. Керра, американского ученого, специализировавшегося на Ближнем Востоке, и его жены Энн (Цвикер). У него трое братьев и сестер. Его дед, Стэнли Керр, добровольно вызвался помочь Фонду Ближнего Востока после Геноцида армян и спас женщин и сирот в Алеппо и Мараше, прежде чем в конечном итоге обосноваться в Бейруте. Керр провел большую часть своего детства в Ливане и других странах Ближнего Востока. Он учился в Американском колледже в Египте, в Американской общественной школе в Бейруте, Ливане и в средней школе Палисейдс (ныне чартерная средняя школа Палисейдс) в Лос-Анджелесе.
Малкольм Керр был убит членами Ливанской шиитской милицией под названием «Исламский джихад» утром, 18 января 1984 года, в возрасте 52 лет, когда он занимал пост президента Американского университета в Бейруте. Керру в то время было 18 лет, и он был первокурсником колледжа; относительно смерти своего отца он сказал: «До того, как мой отец был убит, моя жизнь была непроницаемой. Плохие вещи случались с другими людьми». Семья Керр подала в суд на иранское правительство в соответствии с Законом о борьбе с терроризмом и эффективной смертной казнью 1996 года. Керр окончил Аризонский университет в 1988 году со степенью бакалавра общеобразовательных дисциплин с упором на историю, социологию и английский язык.

## Профессиональная карьера
Керр имеет лучший процент реализации трёхочковых бросков за всю историю НБА (45,4 %). Он девять раз становился чемпионом НБА (трижды в составе «Чикаго Буллз», два раза в составе «Сан-Антонио Спёрс» и четыре раза в качестве тренера команды «Голден Стэйт Уорриорз» в 2015, 2017, 2018 и 2022 годах), в 1999 году стал первым со времён победной серии «Бостон Селтикс» игроком, которому удалось четыре года подряд стать чемпионом.

### Начало карьеры
Керр был выбран «Финикс Санз» во втором раунде драфта НБА 1988 года. Был продан в «Кливленд Кавальерс» в 1989 году и провёл там более трёх сезонов (1989–1992), а затем часть сезона 1992–1993 с «Орландо Мэджик».

### Чикаго Буллз
В 1993 году он подписал контракт с «Чикаго Буллз». В сезонах 1993–1994 и 1994–1995 «Буллз» вышли в плей-офф, но без присутствия Майкла Джордана в течение всего 1994 года и большей части 1995 года команда так и не смогла выйти в финал. Тем не менее, с возвращением Джордана в сезоне 1995–96, «Буллз» установили рекорд НБА по победам в регулярном сезоне (72–10) и победили «Сиэтл Суперсоникс» в финале НБА 1996 года.
Керр сыграл главную роль в победе «Буллз» в финале НБА 1997 года против «Юты Джаз».
На последних секундах шестой игры, при счете 86-86, он принял пас от Джордана и осуществил бросок, ставший победным в игре и серии.
На следующий год, на последней минуте второй игры Финала НБА 1998 года против «Юты», Керр промазал трёхочковый бросок, но совершил подбор и сделал пас на Джордана, который совершил решающий трёхочковый и навсегда вывел их в лидеры. «Буллз» выиграли серию из шести игр.

### Сан-Антонио Спёрс
В январе 1999 года Керр был приобретен «Сан-Антонио Спёрс» в рамках сделки по подписанию и торговле с «Буллз». «Спёрс» достигли финала НБА 1999 года и выиграли свой первый чемпионат НБА, одержав победу в серии 4-1 над «Нью-Йорк Никс». Керр стал вторым игроком, выигравшим четыре титула подряд в НБА, не будучи частью династии «Бостон Селтикс» 1960-х годов (другим был Фрэнк Сол, который выиграл четыре подряд с «Рочестер Роялз» и «Миннеаполис Лейкерс» в 1951–54 годах. Керр и Сол были единственными двумя игроками в истории НБА, которые выиграли два чемпионата с двумя разными командами в последовательных сезонах, пока Патрик Маккоу и Крис Бушер не повторили это достижение в 2019 году).

### Портленд Трэйл Блэйзерс
24 июля 2001 года Керр был продан в «Портленд Трэйл Блэйзерс» вместе с Дереком Андерсоном в рамках сделки, согласно которой Стив Смит перешёл в «Спёрс». Он останется в «Портленде» в сезоне 2001/2002, сыграв в 65 играх.

### Возвращение в Спёрс
2 августа 2002 года Керр был продан обратно в «Сан-Антонио» вместе с Эриком Баркли. Взамен «Трэйл Блэйзерс» получили Чарльза Смита, Амаля Маккаскилла и Антонио Дэниелса. Керр играл почти в каждой игре (75) в следующем году, который был его последним сезоном в лиге. В шестой игре Финала Западной конференции 2003 года против «Даллас Маверикс» Керр сделал четыре трёхочковых во второй половине, которые помогли преодолеть «Даллас». «Спёрс» в итоге выиграли чемпионат НБА, обыграв «Нью-Джерси Нетс» в финале НБА 2003 года со счетом 4–2.

### Завершение карьеры
Керр объявил о завершении карьеры игрока после финала НБА 2003 года. За свою карьеру он сыграл 910 игр регулярного сезона. Он завершил карьеру в качестве абсолютного лидера лиги по проценту трёхочковых бросков в сезоне (0,524 в 1994–95) и проценту трёхочковых бросков в карьере (0,454). Керр выиграл пять чемпионатов НБА в качестве игрока.

## После НБА

### Телеведущий и комментатор

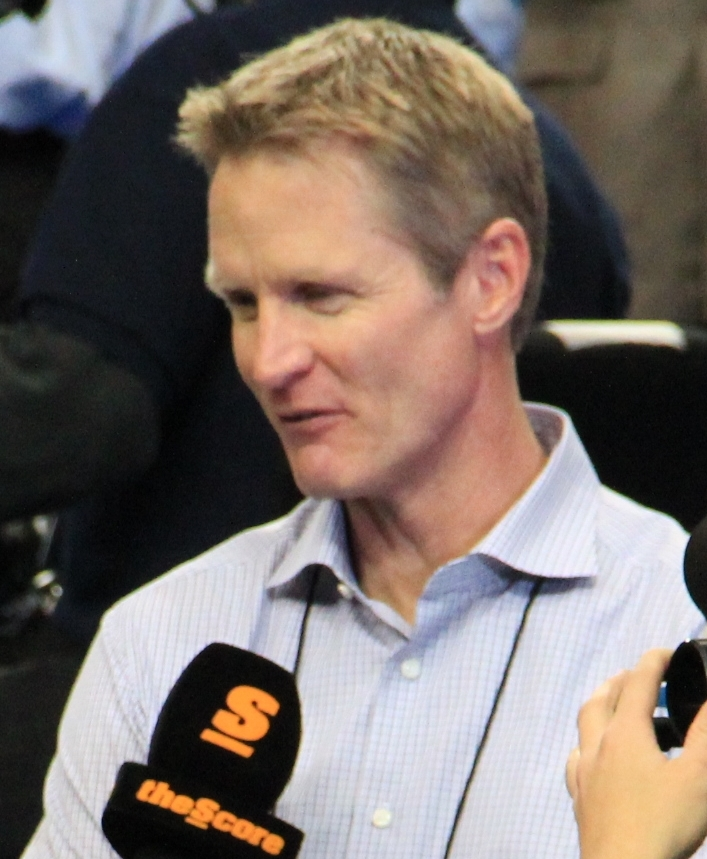
Керр в 2013 году

В 2003 году Керр стал аналитиком вещания для Turner Network Television (TNT), предлагая комментарии вместе с известным аналитиком Марвом Альбертом. После завершения карьеры Стив Керр работал спортивным комментатором на матчах НБА. Он предоставил свой голос для внутриигрового комментария к видеоиграм EA Sports: NBA Live 06, NBA Live 07, NBA Live 08, NBA Live 09 и NBA Live 10 с Альбертом. Керр ушёл из радиовещания в 2007 году, чтобы стать генеральным менеджером «Финикс Санз», но 28 июня 2010 года было подтверждено, что он вернется в качестве аналитика НБА для TNT, начиная с сезона НБА 2010-2011.

## Исполнительный директор НБА

### Финикс Санз
15 апреля 2004 года Керр был объявлен членом потенциальной группы покупателей, которые приобретут его старую команду, «Финикс Санз», у Джерри Коланджело за 300 миллионов долларов. Он стал частью правления «Санз», выступая в качестве консультанта.
2 июня 2007 года Керр объявил, что станет генеральным менеджером «Финикс Санз» начиная с сезона 2007/2008 годов. В 2008 году «Санз» обменяли Шона Мэриона и защитника Маркуса Бэнкса в «Майами Хит» на Шакила О'Нила. «Сан-Антонио Спёрс» были уничтожены в пяти играх в первом раунде плей-офф. 10 декабря 2008 года Керр продолжил менять состав команды, обменяв Бориса Дьяу, Раджа Белла и Шона Синглтэри в «Шарлотту Бобкэтс» в обмен на Джейсона Ричардсона, Джареда Дадли.
5 мая 2010 года во второй игре против «Спёрс», «Санз» надели майки «Лос-Санз», чтобы объединиться против противоречивого иммиграционного закона Аризоны. Сам Керр сравнил закон с законами нацистской Германии.
15 июня 2010 года Керр ушёл с поста президента и генерального директора «Санз». Он продолжал владеть одной процентной долей организации «Санз» до 2014 года.

## Главный тренер НБА

### Голден Стэйт Уорриорз (2014-настоящее время)

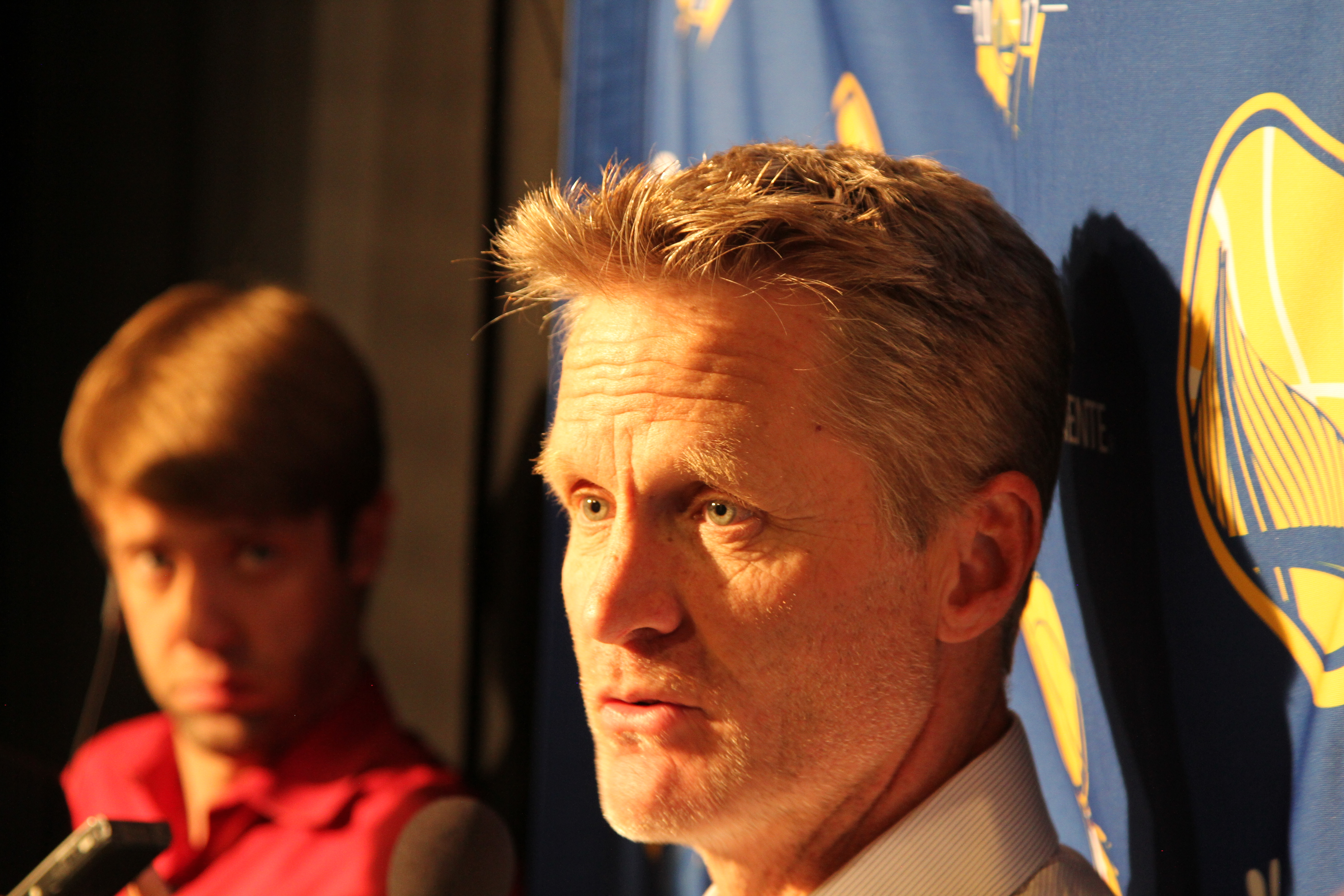
Керр в 2017 году

14 мая 2014 года Керр достиг соглашения о том, чтобы стать главным тренером «Голден Стэйт Уорриорз», сменив на этом посту Марка Джексона. В течение сезона 2014/2015 годов в нападении команды использовались элементы «треугольного нападения», которые практиковались в его игровые дни в «Чикаго» под руководством Фила Джексона, расстояния и темпа Грегга Поповича в «Сан-Антонио», а также принципы uptempo, которые использовал Майк Д'Антони, а затем Элвин Джентри в «Финиксе».
После того, как «Уорриорз» победили «Хьюстон Рокетс», выиграв свою 14-ю игру подряд, Керр стал первым тренером, который начал свою карьеру с рекордом 19-2. 10 декабря 2014 года Керр стал первым главным тренером новичком НБА, который выиграл 21 из своих первых 23 игр. Он был назначен главным тренером команды Западной конференции в Матче всех звезд НБА 2015 года после того, как «Голден Стэйт» заработали лучший результат конференции. 4 апреля «Уорриорз» обыграли «Даллас Маверикс» со счётом 123–110, и выиграли преимущество на домашнем корте в плей-офф, а Керр получил 63-ю победу в сезоне, став самым успешным главным тренером новичком в истории НБА, минуя Тома Тибодо и его 62 победы с «Чикаго Буллз» в сезоне 2010/2011. В голосовании Тренер года НБА Керр занял второе место после Майка Буденхольцера.
«Уорриорз» в конечном итоге завершили один из лучших регулярных сезонов в истории НБА и величайший за 69-летнюю историю команды. «Голден Стэйт» закончили с общим результатом 67–15, став 10-й командой, выигравшей 67 или более игр за один сезон. Это был первый раз, когда «Уорриорз» когда-либо выигрывали целых 60 игр в сезоне; их предыдущий максимум был 59 в сезоне 1975/1976. «Уорриорз» также закончили сезон с домашним результатом 39–2, который связан со вторым лучшим домашним рекордом в истории НБА. «Уорриорз» были первыми в оборонительной эффективности в течение сезона и вторыми в наступательной эффективности, едва не достигнув результата, который достигли «Филадельфия Севенти Сиксерс», во главе с Джулиусом Ирвингом, будучи первыми, как в наступательной, так и в оборонительной эффективности.
В первом раунде плей-офф против «Нью-Орлеан Пеликанс» Керр привел «Уорриорз» к их первому четырёхматчевой победе в плей-оффу в Финале НБА 1975 года. После этого команда превзошла «Мемфис Гриззлис» (4–2 во втором раунде). Керр сделал нетрадиционную корректировку в четвёртой игре, чтобы оставить игрока «Гризли», Тони Аллена, открытым, и его защитник, Эндрю Богут, охранял. Его стратегия получила высокую оценку после того, как Аллен, лучший защитник «Мемфиса», сидел на скамейке запасных и ограничился 16 минутами после провальных открытых бросков. Затем «Уорриорз» победили «Хьюстон Рокетс» (4–1, в финалах Западной конференции), впервые за 40 лет выступив в финале НБА.
17 июня 2015 года стал чемпионом НБА в качестве главного тренера «Голден Стэйт Уорриорз». Керр стал первым с 1982 года и седьмым тренером в истории НБА, который сумел завоевать титул чемпиона в свой дебютный сезон. Также он стал десятым в истории НБА, кто сумел выиграть титул чемпиона лиги будучи как игроком, так и тренером.
12 июня 2017 года Стив Керр привёл «Голден Стэйт Уорриорз» ко второму в своей тренерской карьере титулу чемпионов НБА и стал, таким образом, четвёртым тренером в истории организации, которому удалось выиграть более одного титула в первые три года работы.
18 июля 2018 года Тренер Стив Керр продлил контракт с клубом НБА «Голден Стэйт Уорриорз».

## Проблемы со здоровьем
Летом 2015 года Стив Керр перенёс хирургическое вмешательство на позвоночнике, которое осложнилось повреждением твёрдой оболочки спинного мозга и, как следствие, возникновением утечки спинномозговой жидкости. Это послеоперационное осложнение сопровождалось выраженным болевым синдромом и вызвало необходимость длительного лечения методом вытяжения. Из-за болезни Стиву Керру пришлось пропустить первую половину регулярного сезона 2015-16 годов. Функции главного тренера «Голден Стэйт Уорриорз» в тот период выполнял его помощник Люк Уолтон. В последующие полтора года Стив Керр продолжал испытывать боль в спине и его позвоночник был ограничен в подвижности, тем не менее, учитывая предыдущий неудачный опыт, Керр не решался на повторное хирургическое вмешательство. Однако в первых числах мая 2017 года поступили сообщения о госпитализации Керра в клинику университета Дьюка и проведении в отношении его «медицинских процедур, аналогичных предыдущим». Начиная с третьего матча первого раунда этапа плей-офф против «Портленд Трэйл Блэйзерз» Стив Керр не появлялся на скамейке запасных своей команды. Он принимал посильное участие в деятельности тренерского штаба «Голден Стэйт Уорриорз», но функции главного тренера в «Голден Стэйт Уорриорз» вплоть до финальной серии с «Кливлендом» фактически выполнял помощник Керра Майк Браун. Стив Керр вернулся к полноценному руководству командой в первом матче Финала с «Кливленд Кавальерс».

## Статистика

### Статистика в НБА
| Сезон                                                                                    | Команда     | Регулярный сезон | Регулярный сезон | Регулярный сезон | Регулярный сезон | Регулярный сезон | Регулярный сезон | Регулярный сезон | Регулярный сезон | Регулярный сезон | Регулярный сезон | Регулярный сезон | Серия плей-офф | Серия плей-офф | Серия плей-офф | Серия плей-офф | Серия плей-офф | Серия плей-офф | Серия плей-офф | Серия плей-офф | Серия плей-офф | Серия плей-офф | Серия плей-офф |
| Сезон                                                                                    | Команда     | GP               | GS               | MPG              | FG%              | 3P%              | FT%              | RPG              | APG              | SPG              | BPG              | PPG              | GP             | GS             | MPG            | FG%            | 3P%            | FT%            | RPG            | APG            | SPG            | BPG            | PPG            |
| ---------------------------------------------------------------------------------------- | ----------- | ---------------- | ---------------- | ---------------- | ---------------- | ---------------- | ---------------- | ---------------- | ---------------- | ---------------- | ---------------- | ---------------- | -------------- | -------------- | -------------- | -------------- | -------------- | -------------- | -------------- | -------------- | -------------- | -------------- | -------------- |
| 1988/89                                                                                  | Финикс      | 26               | 0                | 6,0              | 43,5             | 47,1             | 66,7             | 0,7              | 0,9              | 0,3              | 0,0              | 2,1              | Не участвовал  | Не участвовал  | Не участвовал  | Не участвовал  | Не участвовал  | Не участвовал  | Не участвовал  | Не участвовал  | Не участвовал  | Не участвовал  | Не участвовал  |
| 1989/90                                                                                  | Кливленд    | 78               | 5                | 21,3             | 44,4             | 50,7             | 86,3             | 1,3              | 3,2              | 0,6              | 0,1              | 6,7              | 5              | 0              | 14,6           | 28,6           | 0,0            | -              | 1,2            | 2,0            | 0,8            | 0,0            | 1,6            |
| 1990/91                                                                                  | Кливленд    | 57               | 4                | 15,9             | 44,4             | 45,2             | 84,9             | 0,6              | 2,3              | 0,5              | 0,1              | 4,8              | Не участвовал  | Не участвовал  | Не участвовал  | Не участвовал  | Не участвовал  | Не участвовал  | Не участвовал  | Не участвовал  | Не участвовал  | Не участвовал  | Не участвовал  |
| 1991/92                                                                                  | Кливленд    | 48               | 20               | 17,6             | 51,1             | 43,2             | 83,3             | 1,6              | 2,3              | 0,6              | 0,2              | 6,6              | 12             | 3              | 12,4           | 43,9           | 27,3           | 100,0          | 0,5            | 0,8            | 0,4            | 0,0            | 3,7            |
| 1992/93                                                                                  | Кливленд    | 5                | 0                | 8,2              | 50,0             | 0,0              | 100,0            | 1,4              | 2,2              | 0,4              | 0,0              | 2,4              | Не участвовал  | Не участвовал  | Не участвовал  | Не участвовал  | Не участвовал  | Не участвовал  | Не участвовал  | Не участвовал  | Не участвовал  | Не участвовал  | Не участвовал  |
| 1992/93                                                                                  | Орландо     | 47               | 0                | 9,4              | 42,9             | 25,0             | 90,9             | 0,8              | 1,3              | 0,2              | 0,0              | 2,6              | Не участвовал  | Не участвовал  | Не участвовал  | Не участвовал  | Не участвовал  | Не участвовал  | Не участвовал  | Не участвовал  | Не участвовал  | Не участвовал  | Не участвовал  |
| 1993/94                                                                                  | Чикаго      | 82               | 0                | 24,8             | 49,7             | 41,9             | 85,6             | 1,6              | 2,6              | 0,9              | 0,0              | 8,6              | 10             | 0              | 18,6           | 36,1           | 37,5           | 100,0          | 1,4            | 1,0            | 0,7            | 0,0            | 3,5            |
| 1994/95                                                                                  | Чикаго      | 82               | 0                | 22,4             | 52,7             | 52,4             | 77,8             | 1,5              | 1,8              | 0,5              | 0,0              | 8,2              | 10             | 0              | 19,3           | 47,5           | 42,1           | 100,0          | 0,6            | 1,5            | 0,1            | 0,0            | 5,1            |
| 1995/96                                                                                  | Чикаго      | 82               | 0                | 23,4             | 50,6             | 51,5             | 92,9             | 1,3              | 2,3              | 0,8              | 0,0              | 8,4              | 18             | 0              | 19,8           | 44,8           | 32,1           | 87,1           | 1,0            | 1,7            | 0,8            | 0,0            | 6,8            |
| 1996/97                                                                                  | Чикаго      | 82               | 0                | 22,7             | 53,3             | 46,4             | 80,6             | 1,6              | 2,1              | 0,8              | 0,0              | 8,1              | 19             | 0              | 17,9           | 42,9           | 38,1           | 92,9           | 0,9            | 1,1            | 0,9            | 0,1            | 5,0            |
| 1997/98                                                                                  | Чикаго      | 50               | 0                | 22,4             | 45,4             | 43,8             | 91,8             | 1,5              | 1,9              | 0,5              | 0,1              | 7,5              | 21             | 0              | 19,8           | 43,4           | 46,3           | 81,8           | 0,8            | 1,7            | 0,3            | 0,0            | 4,9            |
| 1998/99                                                                                  | Сан-Антонио | 44               | 0                | 16,7             | 39,1             | 31,3             | 88,6             | 1,0              | 1,1              | 0,5              | 0,1              | 4,4              | 11             | 0              | 8,8            | 26,7           | 23,1           | 83,3           | 0,8            | 0,7            | 0,2            | 0,0            | 2,2            |
| 1999/00                                                                                  | Сан-Антонио | 32               | 0                | 8,4              | 43,2             | 51,6             | 81,8             | 0,6              | 0,4              | 0,1              | 0,0              | 2,8              | Не участвовал  | Не участвовал  | Не участвовал  | Не участвовал  | Не участвовал  | Не участвовал  | Не участвовал  | Не участвовал  | Не участвовал  | Не участвовал  | Не участвовал  |
| 2000/01                                                                                  | Сан-Антонио | 55               | 1                | 11,8             | 42,1             | 42,9             | 93,3             | 0,6              | 1,0              | 0,3              | 0,0              | 3,3              | 9              | 0              | 11,2           | 48,0           | 33,3           | 50,0           | 1,0            | 0,7            | 0,4            | 0,1            | 3,3            |
| 2001/02                                                                                  | Портленд    | 65               | 0                | 11,9             | 47,0             | 39,4             | 97,5             | 0,9              | 1,0              | 0,2              | 0,0              | 4,1              | 3              | 0              | 13,0           | 42,9           | 25,0           | 100,0          | 1,3            | 1,7            | 0,3            | 0,0            | 6,3            |
| 2002/03                                                                                  | Сан-Антонио | 75               | 0                | 12,7             | 43,0             | 39,5             | 88,2             | 0,8              | 0,9              | 0,4              | 0,0              | 4,0              | 10             | 0              | 4,6            | 63,6           | 83,3           | 75,0           | 0,3            | 0,6            | 0,1            | 0,0            | 2,2            |
|                                                                                          | Всего       | 910              | 30               | 17,8             | 47,9             | 45,4             | 86,4             | 1,2              | 1,8              | 0,5              | 0,1              | 6,0              | 128            | 3              | 15,6           | 42,6           | 37,0           | 87,6           | 0,9            | 1,2            | 0,5            | 0,0            | 4,3            |
| Наведите курсор мыши на аббревиатуры в заголовке таблицы, чтобы прочесть их расшифровку. |             |                  |                  |                  |                  |                  |                  |                  |                  |                  |                  |                  |                |                |                |                |                |                |                |                |                |                |                |

### Статистика в NCAA
| Сезон | Команда | Conf   | Class | GP  | GS | MPG  | FG%  | 3P%  | FT%  | RPG | APG | SPG | BPG | PPG  |
| --- | ------- | ------ | ----- | --- | -- | ---- | ---- | ---- | ---- | --- | --- | --- | --- | ---- |
| 1983/84 | Аризона | Pac-10 | FR    | 28  | 1  | 22,6 | 51,6 |      | 69,2 | 1,2 | 1,3 | 0,3 | 0,0 | 7,1  |
| 1984/85 | Аризона | Pac-10 | SO    | 31  |    | 33,4 | 56,8 |      | 80,3 | 2,4 | 4,0 | 0,6 | 0,1 | 10,0 |
| 1985/86 | Аризона | Pac-10 | JR    | 32  | 32 | 38,4 | 54,0 |      | 89,9 | 3,2 | 4,2 | 1,6 | 0,0 | 14,4 |
| 1987/88 | Аризона | Pac-10 | SR    | 38  | 38 | 32,6 | 55,9 | 57,3 | 82,4 | 2,0 | 3,9 | 1,2 | 0,1 | 12,6 |
| Всего | Всего   | Всего  | Всего | 129 | 71 | 32,1 | 54,8 | 57,3 | 81,5 | 2,2 | 3,4 | 1,0 | 0,1 | 11,2 |
| Наведите курсор мыши на аббревиатуры в заголовке таблицы, чтобы прочесть их расшифровку Статистика приведена с сайта sports-reference.com |         |        |       |     |    |      |      |      |      |     |     |     |     |      |